# Luwajbida (Idlib)
Luwajbida (arab. لويبدة) – wieś w Syrii, w muhafazie Idlib. W 2004 roku liczyła 301 mieszkańców.